# 吊钩

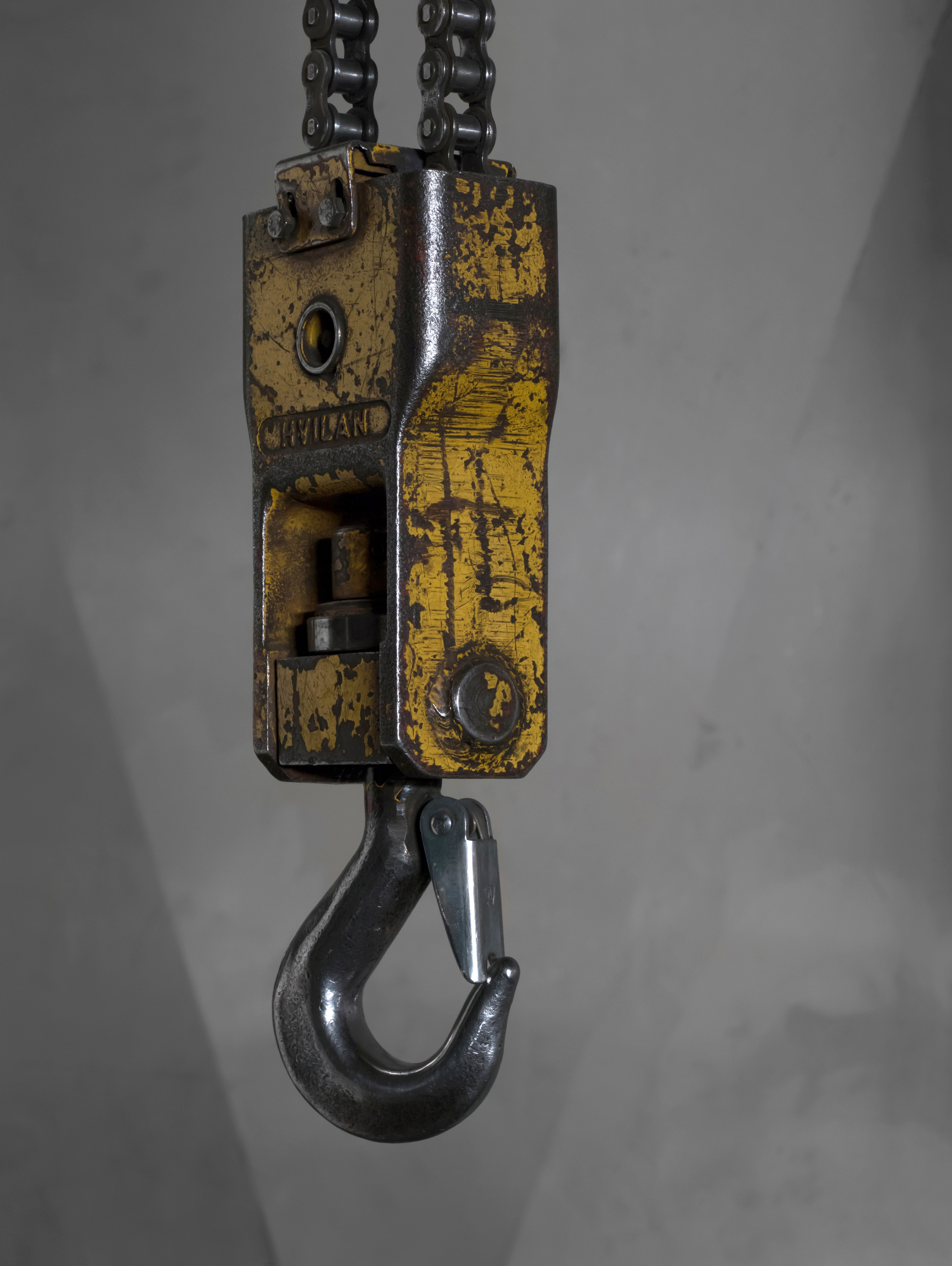
一个有安全锁的吊钩。

吊钩（英文：Lifting hook）是一种抓住和提升载荷的一种装置，如起重機（用于升高）或起重机。吊鉤通常配有安全閂，以防止起重鋼絲，繩吊索，鏈條或繩索與負載相連接。
吊钩可以具有一個或多個內置的滑輪，並且可以阻止和解決（Block and tackle）以增加提升力。

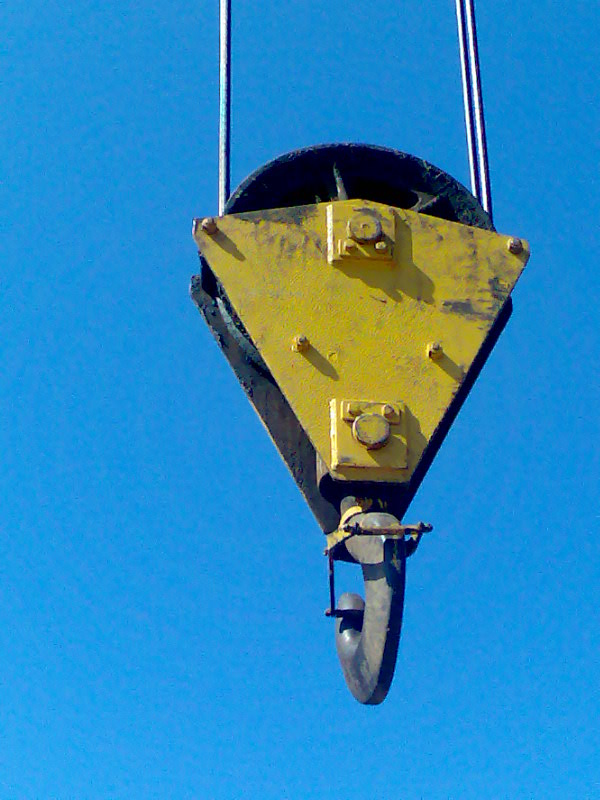
起重機懸臂上懸掛的吊鉤